# Anugerah Musik Indonesia
Anugerah Musik Indonesia, auch AMI bzw. AMI Awards, ist ein seit 1997 jährlich verliehener indonesischer Musikpreis. Er wird von der Recording Industry Association of Indonesia (ASIRI), der Singers, Songwriters, and Music Record Producers Association of Indonesia (PAPPRI) sowie dem Copyright Office of Indonesia (KCI) verliehen.
Die Auszeichnung wird mit den amerikanischen Grammy Awards bzw. den britischen Brit Awards verglichen.